# Сосмак (Можгинский район)
Сосмак (прежние названия: Сосмяк, Новый Вишур) — деревня в Можгинском районе Удмуртии России. 

## География
Находится в 26 км к юго-западу от Можги и в 101 км к юго-западу от центра Ижевска.

## История
Основана примерно в 1881 году выходцами из деревни Сосмак современной Кировской области.
В материалах по статистике Вятской губернии в Подворной описи 1884—1893 гг" сказано:
«Починокъ Новый Вишуръ находится при рѣчкѣ Вишурѣ — въ 65 верстахъ отъ уѣзднаго города и въ 5 верстахъ отъ волостнаго правленія и школы. Населяютъ починокъ татары — государственные крестьяне, переселившіеся сюда въ 1881 году изъ деревни Сосмакъ, Усадской волости, Малмыжскаго уѣзда. Въ селеніи числится 64 ревизскихъ души, но земля дѣлится на 100 надѣловъ. Скотъ пасется на своихъ поляхъ безъ пастуховъ. Жители занимаются рубкой дровъ въ своемъ надѣльномъ лѣсу и продажей ихъ въ Юшковскій заводъ. Сажень дровъ безъ доставки продается по 45 коп. Въ день одинъ человѣкъ нарубаетъ ½ сажени. Промыселъ этотъ началъ развиваться съ мая мѣсяца 1887 года».
До 2015 года входила в Нынекский сельсовет.
С 1 января 2005 года по 25 июня 2021 года входила в Нынекское сельское поселение в результате реформы местного самоуправления.
25 июня 2021 года Нынекское сельское поселение упразднено в связи с преобразованием муниципального района в муниципальный округ, деревня в составе Можгинского муниципального округа.

## Население
| 2008 | 2010 | 2012 |
| ---- | ---- | ---- |
| 153  | ↘131 | ↘129 |

## Инфраструктура
Личное подсобное хозяйство.

## Транспорт
Просёлочная дорога.